# Cyclophaea
Cyclophaea is een geslacht van libellen (Odonata) uit de familie van de Euphaeidae (Oriëntjuffers).

## Soorten
Cyclophaea omvat 1 soort:
- Cyclophaea cyanifrons Ris, 1930